# Mahavidya

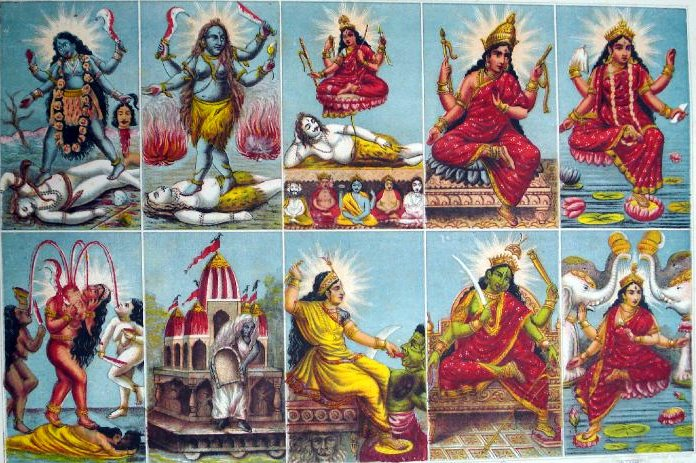
Mahavidyas

Mahavidya är inom hinduismen en term för gudinnan Adi Parashaktis tio aspekter, tio gudinnor som alla ses som en del av gudinnan Parvati.
De tio gudinnor som bildar Mahavidya utgörs av: 
1. Kali
2. Tara
3. Tripura Sundari (även kallad Shodoshi)
4. Bhuvaneshvari
5. Tripura Bhairavi
6. Chhinnamasta
7. Dhumavati
8. Bagalamukhi
9. Matangi
10. Kamala